# Урожай (Іглінський район)
Урожа́й (рос. Урожай, башк. Урожай) — присілок у складі Іглінського району Башкортостану, Росія. Входить до складу Тавтімановської сільської ради.
Населення — 40 осіб (2010; 28 в 2002).
Національний склад:
- чуваші — 50 %
- росіяни — 43 %